# Nahaufnahmen
Nahaufnahmen (Originaltitel Inserts) ist eine britische Tragikomödie aus dem Jahre 1975. Regie und Drehbuch stammen von John Byrum. Die Hauptrolle spielte Richard Dreyfuss.

## Handlung
In den 1970er Jahren sieht sich eine Gruppe einen Stag Film, d. h. einen frühen Pornofilm, gedreht in Schwarz-Weiß und als Stummfilm, an. Sie pfeifen und schreien hinein, wie es das Klischee erwartet und rufen nach dem Cumshot.
Die Dreharbeiten des Films: Boy Wonder ist ein noch junger, aber bereits abgehalfterter ehemaliger Starregisseur in Hollywood. Nun dreht er nur noch Stag Filme. Mit seiner Hauptdarstellerin und guten Bekannten Harlene, eine ehemalige Hollywoodschauspielerin, die ebenso wie er den Übergang von Stummfilm zum Tonfilm nicht geschafft hat und jetzt als Kellnerin arbeitet, macht er vorbereitende Aufnahmen. Dabei erzählt sie ihm, dass ein junger aufstrebender Schauspieler namens Clark Gable von seinen Filmen so begeistert sei, dass er unbedingt einen Film mit ihm machen wolle. Sie habe ihm auch gesagt, wo er Boy Wonder finden könne. Bald trifft auch Rex, der Hauptdarsteller des Films, ein. Zusammen drehen sie die anfangs gezeigte Szene. Als der Dreh wegen einer vollgelaufenen Filmrolle vorzeitig unterbrochen werden muss, bekommt Boy Wonder Rex nur von Harlene weg, indem er ihm mit einer Flasche auf den Kopf schlägt.
Kurz darauf kommt Big Mac, der Produzent des Filmes, zusammen mit Cathy Cake, seiner Verlobten, ans Set. Cathy ist filmbegeistert; ihr ist Boy Wonder genauso wie Harlene ein Begriff. Sie möchte die Produktion des Films miterleben. Big Mac hat aber auch die Bezahlung für Harlene und Rex mitgebracht – wie gewünscht Heroin für Harlene. Diese spritzt es sich sofort und stirbt bald darauf an einer Überdosis. Wonder Boy möchte die unterbrochene Szene mit der Leiche fortführen. Rex weigert sich jedoch, da er als Bestatter nicht mit Nekrophilie in Zusammenhang gebracht werden möchte. Big Mac findet die Idee ebenfalls geschmacklos, bis ihm klar wird, dass das sein Geld sparen würde. Trotzdem macht er sich mit Rex auf, die Leiche verschwinden zu lassen. Cathy lässt er bei Boy Wonder zurück, schließlich ist allgemein bekannt, dass der impotent ist.
Cathy weiß zwar nicht, was es mit den Nahaufnahmen, die Boy Wonder noch für den Film machen muss, genau auf sich hat, will sie aber machen. Boy Wonder sträubt sich zunächst und erklärt ihr, dass dafür nicht ihre schauspielerischen Fähigkeiten und nicht einmal ihr Gesicht gebraucht werden, sondern nur ihr Körper. Vor allem gehe es um den Cumshot. Daraufhin versucht sie, Boy Wonder dazu zu verführen. Der geht darauf ein und hat Sex mit ihr. Danach reagiert sie verärgert, als sie erfährt, dass Boy Wonder dies nicht für den Film aufgenommen hat. Zu diesem Zeitpunkt kommen Big Mac und Rex zurück. Big Mac wird eifersüchtig, lässt sich aber von Cathy beruhigen. Am Ende nimmt er die Filmrollen mit. Boy Wonder ist nun wieder allein und möchte das auch bleiben. So scheitert auch Clark Gable, als er ein letztes Mal versucht, Boy Wonder zu erreichen.

## Hintergrund
Nahaufnahmen war das Regiedebüt von John Byrum.
Die Kostümbildnerin von Nahaufnahmen war Shirley Russell, die sich auf Kostüme der 1930er und 1940er Jahre spezialisiert hatte und die zweimal für den Oscar nominiert war.
Richard Dreyfuss wurde von Klaus Kindler, Bob Hoskins von Hans Korte synchronisiert.
Produziert wurde der Film von Film and General Productions.
Nahaufnahmen spielt zwei Stunden in Echtzeit in einem Zimmer von Boy Wonders Haus. Dadurch entsteht der Eindruck eines Theaterstücks, das dem Film jedoch nicht zu Grunde liegt.

### Drehort
Zwar spielt der Film in Hollywood, es wurde aber in den Lee International Studios in Shepperton bei London gefilmt.

### Veröffentlichungen
Nahaufnahmen wurde 1975 in London uraufgeführt. Die deutsche Erstaufführung fand am 19. Februar 1975 statt.
Auf DVD veröffentlicht wurde der Film am 23. August 2005.
Nahaufnahmen wurde von United Artists vertrieben.

## Rezeption

### Kritiken
Vincent Canby sah in dem Film ein „Slapstickmelodram“ in der Form eines Bühnenstückes „in einem Act, in einem Set und mit fünf Figuren“. Es sei jedoch sehr clever und beschreibe das alte Hollywood sehr viel genauer als andere Filme einschließlich des kurz danach entstandenen Sag ja zur Liebe. Nach einem Hinweis auf die Leistungen von Richard Dreyfuss und des „immens talentierten“ Bob Hoskins kommt er zu dem Schluss, dass Nahaufnahmen trotz des X-Ratings nicht pornografisch, sondern eine wunderbar gespielte Komödie sei.
Auch Roger Ebert weist auf die große Ähnlichkeit zu einem Theaterstück hin. Die Figuren träten genau dann auf, wenn die Dramaturgie es brauche. Doch gerade dadurch werde der Eindruck des Theaters noch verstärkt. Irgendwie passe alles nicht so recht zusammen und wirke daher unglaubwürdig. Es sei kein erfolgreicher Film, dafür aber ein interessanter, der seine Momente habe. Der Film habe einen „fremdartigen Charme“.
Donald Guarisco meint, der Film sei nur für einen begrenzten Teil des Publikums geeignet, nämlich für an der Geschichte Hollywoods Interessierte, die mit der „dunklen Seite des Thema klarkommen“, doch die Mischung aus Drama und bösartigem Humor mache Nahaufnahmen „für den tapferen Zuschauer sehenswert“.
David N. Butterworth meint, der Film strahle zerfallende Hollywoodeleganz von ca. 1930 aus. Byrums theaterhafte Regie erreiche zwar nicht das höchste Niveau, doch sei der Film überaus witzig und oft treffend. Außerdem findet er die schauspielerischen Leistungen hervorragend, besonders die von Jessica Harper, die ihre herausfordernde Rolle mit Bravour spiele.
Das Lexikon des internationalen Films spricht ebenfalls von einem „theaterhafte[n] Fünf-Personen-Film“, der „die menschenverformenden Zwänge Hollywoods deutlich“ mache. Die „verquasten Kommentare zum ‚Wesen‘ der Porno-Branche“ seien allerdings „weniger gelungen“.

### Nachwirkungen
1982 wurde Nahaufnahmen von Larry Loo als Theaterstück adaptiert, was der Kritiker der New York Times, Mel Gussow, als überflüssig bezeichnete.